# Hugo Mamba-Schlick
Hugo Lucien Mamba-Schlick (Sarcelles, 1º febbraio 1982) è un ex triplista camerunese, detentore del record nazionale della specialità.

## Biografia
Mamba-Schlick è nato in Val-d'Oise da una famiglia del Camerun, nazione che ha deciso di rappresentare nelle maggiori competizioni internazionali di atletica leggera. Dopo aver vinto nel 2002 i campionati nazionali camerunesi, Mamba-Schlick debutta internazionalmente due anni più tardi ai Campionati africani in Repubblica del Congo in entrambi i salti in estensione. Successivamente, concentratosi principalmente nel salto triplo, ha preso parte ai maggiori internazionali, prendendo parte ai Giochi olimpici di Pechino 2008 e ad alcune edizioni dei Mondiali.
Oltre alle medaglie in territorio africano, come i due medaglie conquistate ai Giochi panafricani, Mamba-Schlick ha vinto una medaglia d'oro in Libano ai Giochi della Francofonia e un argento ai Giochi del Commonwealth in India.

## Record nazionali
- Salto triplo: 17,14 m ( Nuova Delhi, 12 ottobre 2010)
- Salto triplo indoor: 16,54 m ( Metz, 24 febbraio 2013)

## Palmarès
| Anno | Manifestazione           | Sede        | Evento         | Risultato | Prestazione | Note                                     |
| ---- | ------------------------ | ----------- | -------------- | --------- | ----------- | ---------------------------------------- |
| 2004 | Campionati africani      | Brazzaville | Salto in lungo | 9º        | 6,73 m      |                                          |
| 2004 | Campionati africani      | Brazzaville | Salto triplo   | 5º        | 15,75 m     |                                          |
| 2006 | Campionati africani      | Bambous     | Salto triplo   | 5º        | 16,20 m     |                                          |
| 2007 | Giochi panafricani       | Algeri      | Salto triplo   | Argento   | 16,61 m     | Record nazionale                         |
| 2007 | Mondiali                 | Osaka       | Salto triplo   | 29º (q)   | 16,24 m     |                                          |
| 2008 | Campionati africani      | Addis Abeba | Salto triplo   | Argento   | 16,92 m     | Record nazionale                         |
| 2008 | Giochi olimpici          | Pechino     | Salto triplo   | 32º (q)   | 16,01 m     |                                          |
| 2009 | Mondiali                 | Berlino     | Salto triplo   | 21º (q)   | 16,63 m     | Miglior prestazione personale stagionale |
| 2009 | Giochi della Francofonia | Beirut      | Salto triplo   | Oro       | 16,78 m     |                                          |
| 2010 | Campionati africani      | Nairobi     | Salto triplo   | Argento   | 16,78 m     |                                          |
| 2010 | Giochi del Commonwealth  | Nuova Delhi | Salto triplo   | Argento   | 17,14 m     | Record nazionale                         |
| 2011 | Mondiali                 | Taegu       | Salto triplo   | 21º (q)   | 16,15 m     |                                          |
| 2011 | Giochi panafricani       | Maputo      | Salto triplo   | Bronzo    | 16,17 m     |                                          |
| 2012 | Campionati africani      | Porto-Novo  | Salto triplo   | Bronzo    | 16,34 m     |                                          |
| 2013 | Giochi della Francofonia | Nizza       | Salto triplo   | 8º        | 16,15 m     |                                          |
| 2014 | Campionati africani      | Marrakech   | Salto triplo   | 5º        | 16,36 m     |                                          |

## Altre competizioni internazionali
2010
- 4º in Coppa continentale ( Spalato), salto triplo - 16,90 m